# Tsunami Benefit
Tsunami Benefit este un CD single lansat de Century Media, avându-i ca protagoniști pe Napalm Death, The Haunted și Heaven Shall Burn, fiecare trupă cu câte o melodie. Înregistrarea a fost lansată în doar 1000 de copii.

## Track listing
| Napalm Death |                                                        |         |  |
| Nr.          | Titlu                                                  | Lungime |  |
| 1.           | „The Great and the Good” (feat. Jello Biafra - Vocals) | 4:12    |  |

| The Haunted |             |         |  |
| Nr.         | Titlu       | Lungime |  |
| 2.          | „Smut King” | 3:09    |  |

| Heaven Shall Burn |                                                                        |         |  |
| Nr.               | Titlu                                                                  | Lungime |  |
| 3.                | „Strassenkampf” (feat. Patrick Schleitzer - chitară solo, lead vocals) | 2:03    |  |

## Personal

### Napalm Death
- Barney Greenway – voce
- Mitch Harris – chitară
- Shane Embury – chitară bas
- Danny Herrera – baterie

### The Haunted
- Peter Dolving – voce
- Anders Björler – chitară
- Patrik Jensen – chitară
- Jonas Björler – chitară bas
- Per Möller Jensen – baterie

### Heaven Shall Burn
Marcus Bischoff – voce
Maik Weichert – chitară
Alexander Dietz – chitară
Eric Bischoff – chitară bas
Matthias Voigt – baterie